# كيت تيرنان
كيت تيرنان (ولدت في 24 يوليو 1961) هو الاسم المستعار للمؤلفة الأمريكية غابرييل شاربونيت.
الكتابة باسم كيت تيرنان، اشتهرت بسلسلة الاجتياح التي تتبع مغامرات الويكا لمجموعة من طلاب المدارس الثانوية. تُباع القصص على أنها سلسلة ويكا في المملكة المتحدة وبلجيكا وهولندا وأستراليا، وكذلك السحر الأبيض (ماجي بلانش) في إيطاليا وفرنسا. تحت اسمها الخاص، اشتهرت بشكل رئيسي بكتب الأطفال في سلسلة الأميرة ولاعبي الجمباز الذهبي الأمريكيين وسلسلة بنات ديزني. في عامي 2008 و2009، تعاونت شاربونيت مع المؤلف جيمس باترسون في روايتين «شابين»، الأحد في تيفاني  وساحرة وساحر.

## السيرة الشخصية
ولدت شاربونيت في نيو أورلينز، لويزيانا عام 1961. بدأت تعليمها الجامعي في جامعة نيويورك حيث درست الكتابة واللغة الروسية وآدابها، ثم انتقلت إلى جامعة لويولا في نيو أورلينز، حيث تخرجت بدرجة في اللغة الروسية. بدأت حياتها المهنية كمساعدة لرئيس قسم الصوت والفيديو للأحداث في منزل عشوائي في مدينة نيويورك، حيث كتبت أول كتبها للأطفال. شاركت أيضًا في تحرير الدائرة السرية بواسطة إل جي سميث خلال هذه الفترة.
بعد ثماني سنوات في نيويورك، عادت شاربونيت وزوجها إلى نيو أورلينز، حيث أسسوا عائلة (طفلان) وشرعت في سلسلة الاجتياح الخاصة بها. على الرغم من أنها ليست من الويكا نفسها، إلا أنها تؤكد أنها «يمكنها حقًا الارتباط بـالويكا»، وتقدر «تمركزها حول المرأة وهويتها الأنثوية بشكل أساسي».
بعد خمس سنوات في نيو أورلينز، انتقلت شاربونيت إلى دورهام بولاية نورث كارولينا، حيث تعيش الآن مع زوجها بول، وطفلين، وزوجين، وكلب بودل، و«عدد مؤسف من القطط».
كتبت شاربونيت حوالي 75 كتابًا باسمها، واسمها المستعار كيت تيرنان، وأسماء أقلام متنوعة أخرى ككاتبة الأشباح.

## أعمال مختارة
- الثعابين لا تعطس في (هنري هولت وشركاه، 1990)
- بوديل، كلبي (هنري هولت وشركاه، 1992)
- باليه توتو الكثير (هنري هولت وشركاه، 1994)

### ثلاثيةالأميرة(شركة سكولاستيك، 1995)
- قلب مولي
- الغرفة في العلية
- المنزل في نهاية المطاف

### مسلسلات الجمباز الذهبي الأمريكي (بانتام دوبليداي ديل، 1996)
- قرار تقسيم
- قانون الموازنة
- حمى المنافسة
- المدرب الفتوة

### سلسلة بنات ديزني (مطبعة ديزني، 1998-1999)
- واحد منا
- هجوم الوحش
- والنعاس يصنع سبعة
- سمكة خارج الماء
- قلعة سندريلا
- حيوان أليف واحد كثير جدًا
- مغامرة في عالم والت ديزني
- انتقام الجمال
- وداعا جاسمين؟
- أميرة القوة
- سباق اللثة
- ملكة جمال أرييل الإلهية
- 101 كلب مرقش: الهروب من قصر ديفيل (مطبعة ديزني، 1996)
- هرقل: لقد جعلت هيرك بطلاً (مطبعة ديزني، 1997)
- الأسد الملك: فقط لا يمكن أن تنتظر أن تصبح ملكًا (ديزني برس، 1998)

### سلسلة الاجتياح(الكتابة باسم كيت تيرنان): (بوتنام بينجوين، 2001-2003)
- كتاب الظلال
- ذا كوفين
- ساحرة الدم
- دارك ماجيك
- الصحوة
- مدهش
- الدعوة
- التغيير
- الفتنة
- باحث
- الأصول
- كسوف
- الحساب
- دائرة كاملة
- طفل الليل

### باليفاير (الكتابة باسم كيت تيرنان): (بينجوين رازوربيل، 2005-2007)
- كأس من الريح
- دائرة من الرماد
- ريشة من الحجر
- عقد من الماء

### الحبيب الخالد(ثلاثية باسم كيت تيرنان)
- الحبيب الخالد (سبتمبر 2010)
- شلالات الظلام (يناير 2012)
- لك إلى الأبد (2012)

### حق الميلاد(الكتابة باسم كيت تيرنان)
- أحلك الخوف (2014)
- أحلك ليلة (2016)
- قلب مظلم (لم يتم تحديد تاريخ الإصدار)

## روابط خارجية
- الموقع الرسمي